# Francisco Cabello Rubio
Francisco Cabello Rubio (Torrijo del Campo, Terol, 7 de novembre de 1802 - 7 de febrer de 1851) va ser un polític i jurista espanyol, ministre durant la minoria d'edat d'Isabel II d'Espanya.

## Biografia
Llicenciat en dret per la Universitat de Saragossa, treballà com a jutge de primera instància a Daroca i Tarassona, on també hi fou corregidor, i com a magistrat de l'Audiència de Madrid. Va ser membre de la Milícia Nacional i un destacat membre del Partit Progressista, del que en fou cap polític de les províncies de Terol, Castelló i València. i president de la Diputació Provincial de Castelló entre febrer i desembre de 1839.
Sota la Regència de Maria Cristina de Borbó-Dues Sicílies va exercir el càrrec de Governador Civil a les províncies de Terol, Castelló i València. Posteriorment, en 1840, va ser designat dos cops Ministre de la Governació, cartera que va assumir tan sols durant uns mesos durant els gabinets de Valentín Ferraz y Barrau i Vicente Sancho y Cobertores.
A més va ser diputat per Castelló i Terol en les eleccions de 1840, 1841 i 1843, renunciant al segon escó per representar Castelló a les Corts. i senador vitalici en 1847-1848, 1848, 1849-1850 i 1850-1851.

## Obres
- Historia de la guerra última en Aragón y Valencia amb Francisco Santa Cruz i Ramón María Temprado. Madrid, 1845 (Reedició a Saragossa : Institución "Fernando el Católico", 2006).